# Kees Pellenaars
Cornelis Petrus (Kees) Pellenaars (født 10. maj 1913 i Terheijden, død 30. januar 1988 i Breda) var en cykelrytter fra Holland. Han kørte både landevejs- og banecykling. I 1934 blev han amatør-verdensmester på landevej.
Han vandt fire seksdagesløb, heraf ét ved Københavns seksdagesløb i 1937 sammen med makker Frans Slaats.
Ved Tyskland Rundt i 1950 kørte Pellenaars sammen med et amerikansk militærkøretøj, og måtte indstille sin aktive karriere. Derefter blev han blandt andet hollandsk landstræner.